# Autokosmetika
Autokosmetika je souhrnné označení pro chemické přípravky určené k ošetřování a čištění motorových vozidel, především jejich interiéru, povrchu karosérie a kol.
Podle způsobu použití lze autokosmetiku rozdělit na autokosmetiku pro běžné čištění, autokosmetiku ochrannou a autokosmetiku renovační.

## Autokosmetika pro běžné čištění
Zahrnuje přípravky určené pro časté použití. Je pomocníkem pro zachování čistoty vozidla v každodenním provozu. Usnadňuje péči o něj a výrazně zkracuje dobu, kterou je nutno pro čistotu vozidla investovat. Jedná se především o různé typy autošamponů, čističů disků kol, čističe skel, čističe sedadel a čalounění, kokpit spreje, desinfikátory klimatizací apod.

## Autokosmetika ochranná
Mezi tento typ autokosmetiky lze zahrnout všechny přípravky, které pomáhají chránit jednotlivé díly vozidel před stárnutím, znečištěním, ztrátou lesku, nebo barevného odstínu. Jsou to různé ochranné vosky na laky, přípravky na plasty, ochranné přípravky na kožené díly, impregnace textilií apod.

## Autokosmetika renovační
Přípravky, které slouží pro navrácení ztraceného vzhledu jednotlivých částí vozidel. Pomáhají například při zešednutí plastových nárazníků, plastů v interiéru, pneumatik, nebo při ztrátě lesku laků, chromovaných dílů apod.

## Profesionální autokosmetika
Automyčky a autosalóny využívají speciální kosmetiku, která není běžně v maloobchodě dostupná. Tyto produkty jsou více koncentrované a vyžadují bezpečnou práci s nimi.